# Георги Стоев (режисьор)
Вижте пояснителната страница за други личности с името Георги Стоев.
Георги Стефанов Стоев – Джеки е български режисьор и сценарист на научнопопулярни, документални и игрални филми.

## Биография
Роден е в София на 22 март 1941 г. Брат е на художника Любен Стоев. Първоначално учи биология в Софийския държавен университет. През 1966 г. завършва биология в Дрезден, а през 1972 г. – кинорежисура във ВИТИЗ. От 1967 г. работи в Студията за научнопопулярни и документални филми, на която е и директор през 1992-93 г., а през 1972-74 г. е в Българската телевизия и Студията за телевизионни филми „Екран“. Автор е на десетки научнопопулярни, документални и игрални филми. Носител на около 50 национални и международни награди. Често работи съвместно с актьора и звукооператор Джони Пенков и сценариста Чарли Илиев, включително и в поредицата кинохроники „Мозайка“ (1982-1996). Баща е на немския музикант Ray van Zeschau и на оператора Антони Стоев.

## Филмография (частична)
Като режисьор:
- Моят чичо Любен / Mein Onkel Lubo (2023) – сърежисьор Никола Бошнаков
- Добро утро, капитане (2016) – сц. Христо Илиев – Чарли
- Хляб и зрелища (2013) – сц. Христо Илиев – Чарли
- Отец Иван и неговите деца (2010) – сц. Христо Илиев – Чарли
- Летете с Росинант (2007)
- Побратимени кръчми (2001)
- Ето, Симеон пристига (1996)
- Развод (1994)
- Да простим, но да не забравяме (1992)
- Любовта на водното конче (1990)
- Здрава, здрава, годинчица (1990)
- Разводи, разводи (1989) – сц. Христо Илиев – Чарли
- Амебата (1989)
- Ст.н.с. к.т.н. инж. Джони Пенков (1989) – сц. Христо Илиев – Чарли
- Ракът пустинник съм аз (1988)
- Патилата на Спас и Нели (1987) – сц. Христо Илиев – Чарли
- Танц (1985)
- За мишките и котките (1984)
- Нашият Шошканини (1982)
- Спас и Нели (1982) – сц. Христо Илиев – Чарли
- Броени дни (1977) – сц. Христо Илиев – Чарли
- Живот в търбуха на една крава (1977)
- Ритуали на любовта (1977)
- Лопушанската музика (1973)
- Йерархия при животните (1971)
- Децата на животните (1970)

Като сценарист:
- Летете с Росинант (2007)
- Ето, Симеон пристига (1996)
- Нашият Шошканини (1982)
- Живот в търбуха на една крава (1977)
- Ритуали на любовта (1977)
- Йерархия при животните (1971)
- Децата на животните (1970)

Като актьор:
- Операция „Шменти капели“ (2011) – Психиатър
- Разводи, разводи (1989) – Сеирджията

Филми за него:
- „Синема вариете“ (2015) – филм от поредицата „Умно село“
- „Джеки, Джони и Чарли не са имена на кучета“ (2010) – реж. Никола Бошнаков

## Награди
- Награда за режисура от Фестивала на българското документално и анимационно кино „Златен ритон“ в Пловдив за филма „Моят чичо Любен“ (2023)[4]
- Награда на София на Столичната община за цялостен принос към киноизкуството за Георги Стоев – Джеки, Христо Илиев – Чарли и Георги Пенков – Джони, 2016[5]
- Награда за режисура от Фестивала на българското документално и анимационно кино „Златен ритон“ в Пловдив за филма „Хляб и зрелища“ (2013)[6]
- Награда на журито от Международния филмов фестивал „Сребърен акбузат“ в Уфа за „Хляб и зрелища“ (2013)[7]
- „Златен ритон“ за най-добър документален филм за „Отец Иван и неговите деца“ (2010)[8]
- „Златен витяз“ от едноименния фестивал в Русия за филма „Отец Иван и неговите деца“ (2010)[7]
- „Златен ритон“ за най-добър документален филм за „Броени дни“ (1977)[9]
- „Специална награда на журито“ от фестивала в Оберхаузен за „Броени дни“ (1977)[7]